# 토요와이드 / 일요와이드
《토요와이드 / 일요와이드》는 주말 아침 7시 50분, 오전 11시, 오후 5시에 방송되는 연합뉴스TV의 주말 종합뉴스 프로그램이다. 2025년 8월 2일부터 각각 공휴일 전용 타이틀인 《와이드 08》, 《와이드 11》, 《와이드 17》로 변경되었다.

## 경쟁 뉴스 프로그램
- YTN 뉴스와이드 (YTN)